# Coupe du monde masculine de rugby à XV 2027
Navigation
Coupe du monde 2023 Coupe du monde 2031
La Coupe du monde masculine de rugby à XV 2027 aura lieu en Australie du 1er octobre au 13 novembre 2027.
Il s'agira de la onzième édition de cette compétition disputée tous les quatre ans depuis 1987. L'Australie organise cette Coupe du monde pour la troisième fois, après celle de 2003 et la co-organisation de 1987.
Pour la première fois, la compétition verra s'affronter 24 équipes réparties en six groupes avec l'introduction de huitièmes de finale. Elle est également renommée en Coupe du monde masculine de rugby à XV pour promouvoir la parité.

## Préparation de l'événement

### Désignation du pays hôte
Le 12 mai 2022, le comité directeur de World Rugby désigne l'Australie pays hôte de l'édition 2027 de la Coupe du monde.
Le 24 octobre 2023, World Rugby officialise plusieurs modifications sur le format de la compétition, portant notamment de 20 à 24 le nombre d'équipes participantes, réparties en six poules de quatre équipes. Au sortir des poules, les équipes qualifiées devront disputer des huitièmes de finale, ajout supplémentaire par rapport aux précédentes éditions dont la phase à élimination directe débutait directement en quarts de finale. La durée de la compétition est quant à elle réduite à six semaines, du 1er octobre au 13 novembre 2027.

### Identité graphique
Le logo de la Coupe du monde masculine 2027 est dévoilé le 11 décembre 2024, coloré avec une teinte orange faisant référence à « la chaleur du soleil et la terre caractéristique » du territoire australien, et habillé de courbes s'inspirant des côtes de son littoral, de ses formations rocheuses stratifiées et de ses rivières sinueuses.

### Villes et stades
Les sites de la Coupe du monde de rugby 2027 sont confirmés en janvier 2025. Bien que la ville de Melbourne ait été signalée comme n'accueillant pas de match à l'origine, il a été confirmé par la suite qu'un stade, dont le nom n'a pas encore été annoncé, accueillerait les matches à Melbourne,, la finale se déroulera au Stadium Australia, à Sydney.
| \| Sydney Brisbane Adélaïde Perth Newcastle Townsville Melbourne \| Localisation des stades de la compétition. |
| Sydney Brisbane Adélaïde Perth Newcastle Townsville Melbourne                                                  |

| Sydney Brisbane Adélaïde Perth Newcastle Townsville Melbourne |

## Qualifications
| Afrique (Rugby Afrique)                                     | Europe (Rugby Europe) | Pacifique (Oceania Rugby et Rugby Americas North)                                               |
| ----------------------------------------------------------- | --- | ----------------------------------------------------------------------------------------------- |
| Afrique du Sud T 9e participation Zimbabwe 3e participation | Angleterre Écosse Espagne q 2e participation France Géorgie q 7e participation Irlande Italie Pays de Galles Portugal q 3e participation Roumanie q 10e participation | Australie PO Fidji 10e participation Japon Nouvelle-Zélande Pacifique 1 Pacifique 2 Pacifique 3 |
| Amérique du Sud (Sudamérica Rugby)                          | Angleterre Écosse Espagne q 2e participation France Géorgie q 7e participation Irlande Italie Pays de Galles Portugal q 3e participation Roumanie q 10e participation | Australie PO Fidji 10e participation Japon Nouvelle-Zélande Pacifique 1 Pacifique 2 Pacifique 3 |
| Argentine Amérique du sud 1                                 | Angleterre Écosse Espagne q 2e participation France Géorgie q 7e participation Irlande Italie Pays de Galles Portugal q 3e participation Roumanie q 10e participation | Australie PO Fidji 10e participation Japon Nouvelle-Zélande Pacifique 1 Pacifique 2 Pacifique 3 |
| Asie (Asia Rugby)                                           | Angleterre Écosse Espagne q 2e participation France Géorgie q 7e participation Irlande Italie Pays de Galles Portugal q 3e participation Roumanie q 10e participation | Australie PO Fidji 10e participation Japon Nouvelle-Zélande Pacifique 1 Pacifique 2 Pacifique 3 |
| Hong Kong q 1re participation                               | Angleterre Écosse Espagne q 2e participation France Géorgie q 7e participation Irlande Italie Pays de Galles Portugal q 3e participation Roumanie q 10e participation | Australie PO Fidji 10e participation Japon Nouvelle-Zélande Pacifique 1 Pacifique 2 Pacifique 3 |